# Helen Foster Snow
Helen Foster Snow, née le 21 septembre 1907 à Cedar City et morte le 11 janvier 1997  à Madison, est une journaliste américaine qui, sous le nom de Nym Wales, fait des reportages en Chine dans les années 1930 sur le développement de la guerre civile chinoise, le mouvement d'indépendance coréen et la seconde guerre sino-japonaise.
Sa famille déménage souvent pendant sa jeunesse et elle finit par vivre à Salt Lake City avec sa grand-mère pendant son adolescence, jusqu'à ce qu'elle décide de partir pour la Chine en 1931. Elle y épouse le journaliste américain Edgar Snow et devient correspondante pour plusieurs publications. Bien qu'elle et son mari sympathisent avec les révolutionnaires chinois, qu'elle compare favorablement aux nationalistes de Tchang Kaï-chek, elle n'a jamais été une communiste convaincue.
Alors qu'ils vivent à Pékin, les Snow se lient d'amitié avec des dirigeants de gauche du mouvement du 9 décembre 1935 (en), qui organisent la visite d'Edgar, puis d'Helen, à Yan'an, la capitale communiste en temps de guerre, en 1937, où elle interview des dirigeants communistes chinois, dont Mao Zedong. Les Snow conçoivent également les Coopératives Industrielles Chinoises (en), connues sous le nom de mouvement Gung-Ho, qui fournissent des emplois et de la stabilité. En 1940, Helen Snow retourne aux États-Unis, où elle divorce d'avec Edgar. Elle continue à soutenir les coopératives et à écrire des livres basés sur ses expériences en Chine. À la fin des années 1940, les critiques la regroupent avec les China Hands (en) comme l'une des personnes responsables de la « perte de la Chine », qui sont passées de la sympathie au soutien actif de la révolution de Mao.

## Biographie

### Jeunesse et formation
Helen Foster nait à Cedar City, dans l'Utah, et grandit en tant que membre de l'Église de Jésus-Christ des Saints des Derniers Jours (Église LDS), souvent surnommée mormone. Elle est née de John Moody Foster et de Hannah Davis, qui se rencontrent en tant qu'enseignants à la Ricks Academy (en), une école affiliée à l'Église LDS,. Hannah est diplômée de la Ricks Academy et John est diplômé de l'université de Stanford. Les deux parents d'Helen sont des descendants de pionniers mormons qui ont émigré dans l'Utah au milieu des années 1800.
Dès l'enfance d'Helen, la famille Foster déménage fréquemment. Après la naissance d'Helen à Cedar City, les Foster s'installent à Chicago pour que son père puisse suivre des études de droit. Quelques années plus tard, la famille déménage à nouveau dans l'Idaho. Les fréquents déménagements contribuent à façonner la personnalité extravertie d'Helen, qui s'inquiète constamment de ce que ses nouveaux camarades penseront d'elle. Étant l'aînée et la seule fille de la famille, elle assume de nombreuses responsabilités à mesure que la famille s'agrandit. Elle travaille souvent aux côtés de sa mère pour s'occuper de ses trois jeunes frères et accomplir les tâches ménagères, en particulier lorsque la situation financière est difficile.
À son entrée au lycée, Helen déménage à Salt Lake City pour vivre avec sa grand-mère et sa tante. Elle fréquente la West High School (en) et s'implique dans de nombreuses activités et organisations scolaires. Elle travaille fréquemment à la rédaction de l'annuaire de l'école et est élue vice-présidente de sa classe de terminale. En raison de l'influence de son père, Helen veut faire des études à Stanford, mais le coût des frais de scolarité est prohibitif. Selon Helen, ses parents pensent que « les filles n'étaient pas considérées comme un bon investissement dans l'enseignement supérieur car elles ne feraient que se marier, alors que les garçons en valaient la peine ». Cependant, le père d'Helen accepte de payer ses études à l'Université de l'Utah. Elle suit les cours pendant plusieurs années, mais n'obtient pas de diplôme.
Au lieu de cela, Helen se concentre sur son travail et est engagée comme secrétaire pour la section de l'Utah de l'American Silver Mining Commission. C'est à ce poste qu'elle décide de travailler à l'étranger tout en ayant l'aspiration à écrire son propre « grand roman américain ». Helen passe l'examen de la fonction publique et le réussit, mais il n'y a pas de poste ouvert en Europe, où elle souhaite se rendre au départ. Cependant, son employeur a des relations en Chine et finit par lui trouver un emploi auprès du président d'une société américaine à Shanghai. En août 1931, Helen s'embarque pour l'Asie dans l'espoir de devenir écrivain.

### Vie en Chine

#### Arrivé
Presque immédiatement après son arrivée en 1931, elle rencontre Edgar Snow, qui est arrivé en Chine en 1929. Edgar est prêt à rentrer aux États-Unis car sa mère est décédée et il lutte contre la malaria. Mais sa rencontre avec Helen le convainc de continuer à travailler en Chine, car elle admire son travail et a collectionné des coupures de presse qu'il a écrites. Helen veut que sa carrière soit à l'image de la sienne.

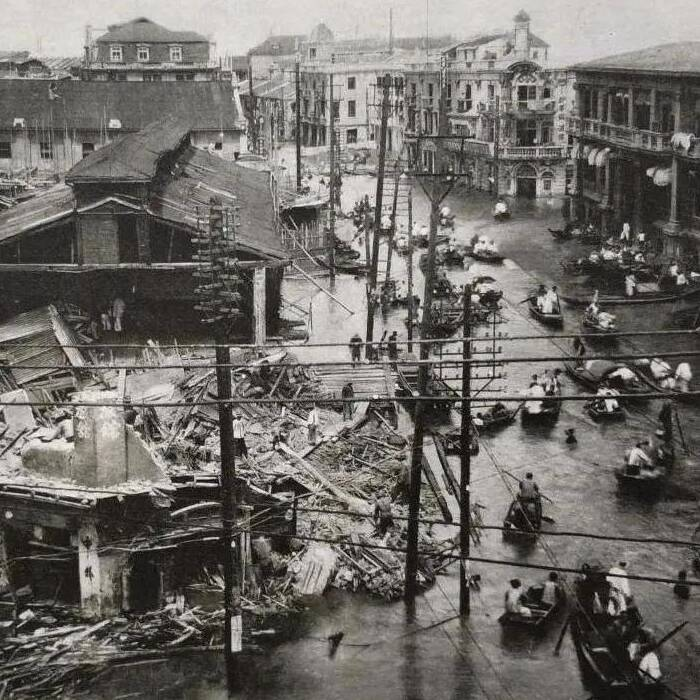
Crue du fleuve Yangtze en juillet 1935

Moins d'une semaine après l'arrivée d'Helen, la crue du Yangtsé provoque des dégâts considérables autour de Shanghai. Helen travaille comme correspondante à l'étranger pour The Seattle Star (en) par l'intermédiaire de la Scripps-Canfield League, une société d'édition de journaux, et a du mal à fournir des images « glorifiant l'Orient glamour » comme demandé. En effet, l'inondation du Yangtsé est la pire jamais enregistrée dans l'histoire, entraînant le déplacement de 120 000 personnes. Sur une période de trois semaines, les inondations continues tuent plus de 600 000 personnes et détruit 12 millions d'habitations.
Quelques mois plus tard, le 28 janvier 1932, les forces japonaises envahissent Shanghai. Helen se trouve dans la zone de combat et observe l'invasion depuis la tour de son appartement. Edgar se trouve également au milieu de la bataille. Grâce à son statut d'étranger, il peut observer l'action de près avec moins de risques. Helen, elle aussi, veut vivre les combats en personne et prendre de meilleures photos de la guerre. Edgar l'aide à obtenir une carte de presse et Helen devient elle-même correspondante de guerre.
Helen n'a prévu de rester qu'un an en Chine. Cependant, au cours de l'année suivante, une relation amoureuse s'installe entre elle et Edgar. Dans une lettre datant de l'hiver 1932, Helen écrit : « Je l'aime mieux que n'importe qui d'autre que j'ai jamais connu ». Edgar demande Helen en mariage le jour de son 25e anniversaire, mais elle décline son offre. Elle ne veut pas que leur mariage souffre de sa « psychologie d'auteur », car elle travaille sur un livre. Plusieurs mois plus tard, Edgar demande à nouveau sa main et Helen accepte. Le couple se marie le jour de noël 1932. Ils restent en Chine pendant près de dix ans.

#### Mouvement du 9 décembre 1935
À une époque où de nombreux chinois sont impatients de voir le gouvernement nationaliste ne pas s'opposer plus activement aux japonais, le couple déménage à Pékin et s'installent dans une petite maison près de l'Université Yenching, où Edgar enseigne le journalisme. Helen suit des cours à l'université. Le couple bénéficie d'un statut d'extraterritorialité en tant qu'étrangers en Chine, ce qui leur permet de ne pas être soumis à la loi chinoise. Grâce à ce privilège, les Snow peuvent aider les étudiants à protester contre le fascisme et contribuer au mouvement étudiant. Helen fait remarquer un jour : « Nous n'aurions rien pu faire si nous avions été soumis à la loi chinoise. Un chinois aurait été exécuté pour s'être mêlé de ce que nous faisions ». Les Snow servent de source d'information pour les étudiants, leur fournissant des informations qui sont  généralement censurées par le gouvernement. Bien que les Snow n'ont jamais adhéré au parti communiste, ils ont sympathisé avec les étudiants chinois qui souhaitent résister aux japonais.

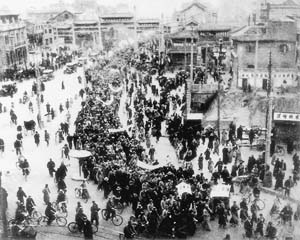
Les manifestations du mouvement étudiant à Pékin le 9 décembre 1935

En 1935, Helen joue un rôle important dans l'orchestration du mouvement du 9 décembre 1935 (en) à Yenching, mouvement anti-japonais, après l'attaque de la Mandchourie. On estime qu'entre 800 et 3 000 étudiants défilent dans les rues la nuit du 9 décembre. Helen a non seulement dirigé la manifestation, mais elle en a également rendu compte. Cette manifestation a inspiré l'organisation de 65 autres manifestations dans 32 villes de Chine. Une semaine plus tard, le 16 décembre, une manifestation encore plus importante a lieu. Près de 10 000 étudiants de 28 écoles y participent. Les Snow font la connaissance d'étudiants idéalistes et patriotes, dont un certain nombre suivent leurs cours de journalisme, et dont certains sont membres du mouvement communiste clandestin et deviendront plus tard des dirigeants du Parti communiste chinois. Edgar et Helen ouvrent leur maison aux étudiants activistes à cette époque, comme un endroit sûr pour développer les plans du mouvement étudiant et du Parti communiste.
Le couple participe à la traduction de Living China, un recueil d'histoires qui sert d'œuvre littéraire moderne de gauche. Helen produit également et diffuse des documents antifascistes aux étudiants. En outre, les Snow publient en 1937 un magazine intitulé Democracy, destiné à diffuser l'éthique chrétienne. Edgar doit être la force motrice du magazine, mais Helen prend les choses en main pendant que son mari travaille sur son livre. Les Snow concluent un accord selon lequel Helen fait tout le travail pour la publication et Edgar y appose son nom en tant qu'éditeur. Cependant, la production du magazine prend fin lorsque les japonais arrivent et saisissent les exemplaires des presses la même année.

#### Grottes de Yan'an et Mao Zedong

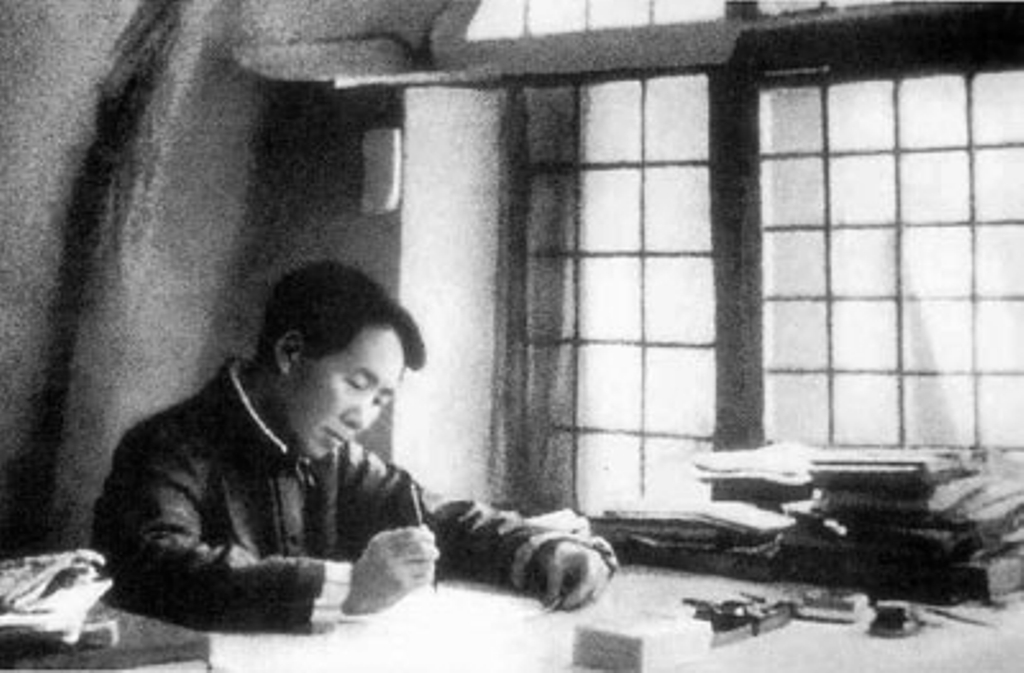
Mao Zedong à Yan'an en 1938

Edgar est le premier à se rendre dans les « zones rouges » et en revient avec le matériel nécessaire à la rédaction de son livre Red Star Over China (en) (L'étoile rouge au-dessus de la Chine). Helen, ou « Peg », comme l’appellent ses amis, n'est pas en reste et suit bientôt. En avril 1937, Helen se rend à la base politique et militaire du Parti communiste chinois à Yan'an. Son voyage est beaucoup plus long que prévu car les japonais occupent le nord de la Chine à partir de juillet de la même année et les mauvaises conditions météorologiques rendent le voyage impossible. À Yan'an, Helen est seulement la deuxième femme étrangère à pénétrer dans la région et la huitième journaliste étrangère à avoir un tel accès. Elle interview Mao Zedong et obtient également son soutien pour ce qui va devenir les Coopératives Industrielles Chinoises (en).
Selon Yu Jianting, le traducteur d'Helen, Mao explique l'histoire de l'Armée rouge pour la première fois à Helen, malgré les multiples entretiens qu'Edgar a eu avec lui l'année précédente. Les dirigeants communistes chinois n'avaient pas partagé l'histoire du parti auparavant, car ils voulaient être considérés comme des égaux au sein de la communauté plutôt que comme des « héros du peuple ». Mao remet à Helen une lettre la présentant comme correspondante de guerre, ce qui lui permet d'accéder à des zones autrement interdites. Mao demande également à Helen de partager les « Dix principes directeurs pour résister au Japon et sauver la nation » du Parti communiste chinois à l'échelle internationale. Le travail d'Helen avec Mao lui donne l'occasion d'interviewer d'autres personnalités importantes du Parti communiste à Yan'an, ce qui servira de base à son livre.

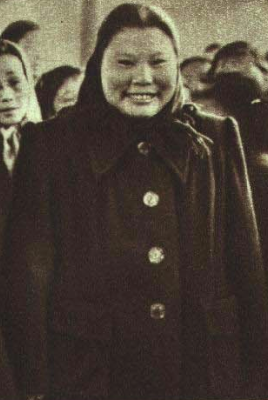
Kang Keqing en 1952

Helen s'est également entretenue avec Kang Keqing, l'épouse du futur chef d'État Zhu De. Kang informe Helen de plusieurs problèmes auxquels l'armée est confrontée, notamment le manque de soldats et d'armes. Helen entretient une amitié avec Kang et les deux femmes échangent des lettres pendant de nombreuses années après qu'Helen a quitté la Chine.
À Yan'an, Helen est atteinte d'une dysenterie sévère et tombe gravement malade. Malgré sa maladie, Helen achève le manuscrit de son livre en moins d'un an. Inside Red China est le premier livre jamais écrit sur la ville de Yan'an et devient un  ouvrage important pour les étudiants de toute la Chine. Ce livre est censé accompagner Red Star Over China d'Edgar, mais il ne reçoit pas le même accueil que celui-ci. Ce voyage à Yan'an fournit à Helen le matériel nécessaire à la rédaction d'au moins cinq autres livres. Helen utilise les expériences de ce voyage pour écrire son livre le plus réussi, The Song of Ariran (en). Elle s’appuie également sur ses entretiens avec Kim San, militant pour l'indépendance de la Corée qu'elle rencontre à Yan'an.

#### Les Coopératives industrielles chinoises et le mouvement Gung-Ho

Israël Epstein à Yannan, en 1936 ou 37.

En 1937, le Japon attaque la Chine, détruisant ou prenant le contrôle de 90 % des industries modernes du pays. Le couple rejoint des amis anti-japonais, comme Ida Pruitt (en), Israel Epstein et Rewi Alley (en), pour organiser les Coopératives Industrielles Chinoises (en) (Indusco) ou Gung-Ho, après 1937. Helen imagine le concept de l'Indusco dès le début. L'objectif des coopératives industrielles est de créer des emplois et des revenus afin que le peuple chinois puisse exercer un pouvoir économique contre le Japon. Le système doit être géré par ses propres membres. Gung-ho signifie en chinois travailler ensemble, ce qui signifie tous les peuples travaillant ensemble en coopération. Le gouvernement nationaliste chinois de Tchang Kaï-chek est prêt à financer les coopératives et ce soutien se poursuivit sous Mao Zedong.
En 1938, la première brochure intitulée Chinese Industrial Cooperatives est publiée. Le premier Comité pour la promotion des coopératives industrielles en Chine est créé le 3 avril 1938. Helen utilise sa position de rédactrice dans certaines publications pour créer un soutien et un appui financier en Amérique pour les coopératives chinoises. En outre, les Snow se lient d'amitié avec le colonel Evans Carlson, qui est en relation avec le président Franklin D. Roosevelt. Helen pense que Roosevelt soutiendra les coopératives conformément à sa politique du New Deal. Eleanor Roosevelt finit par devenir membre du Conseil américain de parrainage des coopératives. Dans l'ensemble, les coopératives reçoivent des fonds des américains et des citoyens chinois des Philippines.
Après la première année d'existence des coopératives industrielles, 1 284 coopératives industrielles fonctionnent avec 15 625 membres. En 1940, le nombre de membres a presque doublé. La notoriété des coopératives grandissant, Helen prend l'initiative de publier un livre sur Indusco à l'intention du public américain. En 1941, elle écrit et publie China Builds for Democracy. Le livre fait non seulement fait de la publicité, mais permet également d'accumuler du soutien pour les coopératives aux États-Unis.
En juin 1941, le système Indusco atteint ses chiffres les plus élevés, avec 1 867 coopératives et 29 284 membres enregistrés. Cependant, à la fin de la Seconde Guerre mondiale, le modèle Indusco n'est plus aussi puissant qu'il l'a été. En décembre 1945, seules 335 coopératives Indusco comptant 4 889 membres enregistrés sont recensées. Alors que l'Indusco décline en Chine, le modèle se répand dans d'autres pays, notamment en Inde, en Birmanie et au Japon. Helen continue à promouvoir le modèle Indusco en restant membre et vice-présidente de l'American Committee to Aid Chinese Industrial Cooperatives jusqu'en 1951, date à laquelle le comité se sépare. Elle relance le comité en 1981. En 1982, il propose de relancer les coopératives industrielles chinoises et le gouvernement de Pékin autorise cette relance en 1983.

### Après la Chine
Le mariage des Snow s'est tendu et l'occupation japonaise d'une grande partie de la Chine rend la vie difficile. En décembre 1940, le couple décide de retourner aux États-Unis, craignant que les japonais ne les fassent prisonniers de guerre. L'attaque de Pearl Harbor aura lieu exactement un an plus tard. Avant leur départ, le New York Herald Tribune propose à Edgar un poste de correspondant de guerre et Helen l'encourage à l'accepter. Elle retourne aux États-Unis sans lui. Peu de temps après, Edgar se rend compte qu'il ne veut pas rester sans sa femme et que les conditions de vie sont trop difficiles à supporter. Il avait passé une dizaine d'années en Chine, où sa santé s'est progressivement dégradée en raison d'un régime alimentaire inadapté. À son retour aux États-Unis, le couple vit en Californie pendant une courte période, puis s'installe dans une petite maison du milieu du XVIIe siècle à Madison, dans le Connecticut,.
Alors que le couple est de retour aux États-Unis, Edgar continue de voyager entre les États-Unis et l'Europe. Ses livres et ses reportages sur la Chine lui valent les éloges de la critique aux États-Unis, ce qui fait d'Edgar un atout très précieux en tant que correspondant de guerre. Le président Roosevelt fait souvent appel à Edgar pour sa compréhension des questions asiatiques. Roosevelt suggère personnellement à Edgar de redevenir correspondant de guerre, ce qu'Edgar accepte. Bien qu'il ne veuille pas couvrir la Seconde Guerre mondiale directement après son séjour en Chine, ses luttes personnelles avec Helen et les encouragements de Roosevelt poussent tout de même Edgar à voyager et à couvrir cette guerre. En 1945, le couple se sépare légalement. Edgar entame une nouvelle relation avec l'actrice Lois Wheeler (en) et demande le divorce d'Helen, qui est officialisé en 1949. Edgar épouse Lois moins de dix jours après la date officielle du divorce. Il vit en Suisse jusqu'à sa mort d'un cancer en 1972.

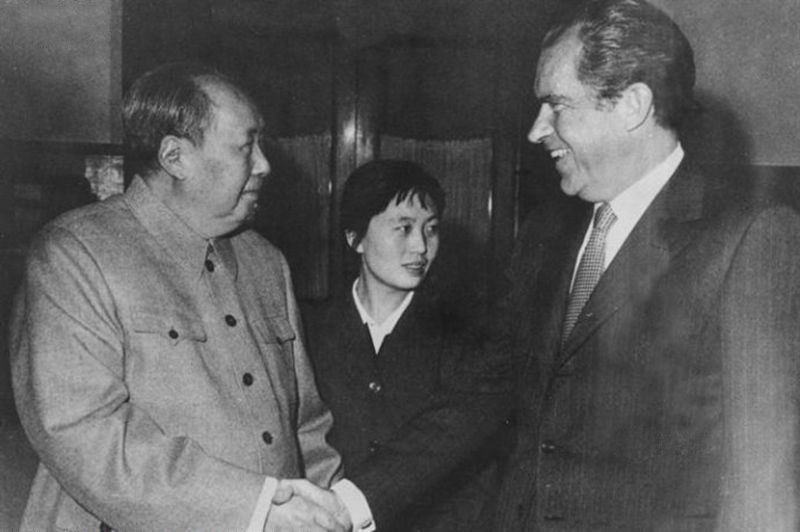
Mao Zedong, Zhang Yufeng et Richard Nixon le 21 février 1972

Helen passe le reste de sa vie dans le Connecticut, où elle s'intéresse à la généalogie familiale, rédige un roman et écrit de courts textes sur ses expériences en Chine. Bien qu'Helen n'ait jamais été jugée pendant la période du Maccarthysme, ses œuvres souffre de l'idée qu'elle soit une sympathisante communiste. Elle a du mal à faire publier de nouveaux livres et ces anciens livres ne sont pas réimprimés. Helen retourne encore deux fois en Chine. La première visite a lieu entre 1972 et 1973, à la suite de la visite historique du président Richard Nixon en Chine en 1972. La deuxième visite a lieu en 1978, lorsque Helen retourne en Chine pendant six semaines, où on lui demande, lors d'une interview, de raconter ses aventures avec Edgar dans les années 1930. Elle publie son autobiographie en 1984.

### Mort
Le 11 janvier 1997, Helen Foster Snow meurt à l'âge de 89 ans au Fowler Nursing Center à Guilford, Connecticut. 

## Hommage
Des cérémonies commémoratives ont eu lieu dans le Connecticut et en Chine. Une cérémonie officielle chinoise a lieu dans le Palais de l'Assemblée du peuple sur la place Tian'anmen à Pékin, un honneur rarement accordé aux étrangers.
Avant sa mort, elle fait don de ses papiers personnels, de manuscrits de livres et de photographies de notables chinois prises dans les années 1930 à la Hoover Institution Library and Archives (en), qui conserve 63 boîtes de manuscrits. Après sa mort, en 1997, la famille d'Helen fait don des manuscrits, documents et photographies restants à la bibliothèque de l'Université Brigham-Young (BYU). Les 26 et 27 octobre 2000, l'université BYU organise un Symposium Helen Foster Snow pour célébrer cette donation et présenter en avant-première le documentaire Helen Foster Snow : Witness to Revolution,.
Une partie d'un hôpital et une école de Xi'an, en Chine, portent son nom. Il existe également une aile Helen Foster Snow dans le musée de la huitième armée communiste de Xi'an et une Helen Foster Snow Society à Pékin.
En 2009, le Comité d'échange culturel États-Unis-Chine place une statue en bronze de 2,1 m de haut dans le parc de la rue principale de sa ville natale, Cedar City.
En 2011, des étudiants et des professeurs de la Southern Utah University (en) entament un projet de collaboration avec des musiciens, des danseurs et des artistes chinois pour créer une pièce de théâtre dansée basée sur la vie d'Helen Foster Snow, intitulée Dream of Helen.

## Prix et distinctions
En 1981, Helen Foster Snow est nommée pour le prix Nobel de la paix pour son travail en Chine, puis à nouveau en 1982. Dans ses mémoires My China Years, Helen écrit : « La nomination n'était pas pour une réalisation particulière, mais pour le potentiel que mes idées et ma vision du monde représentent pour la paix et le progrès dans le monde ». 
En 1993, Helen est la première lauréate du prix littéraire de la China Writers Association (en).
En juin 1996, Helen est honorée par le gouvernement chinois en tant qu'ambassadrice de l'amitié, l'une des plus hautes distinctions chinoises offertes aux citoyens étrangers. Elle est la première Américaine et seulement la cinquième personne à recevoir ce prix.

## Œuvres
Helen Foster Snow écrit sous le nom de plume de Nym Wales, que son mari a choisi pour elle. Nym est le mot grec qui signifie "nom". 
L'œuvre d'Helen compte 40 livres et 27 manuscrits,.
- (en) Helen Foster Snow, Inside Red China, New York, Doran Doubleday, 1939
- (en) Nym Wales (Helen Foster Snow), China Builds for Democracy; a Story of Cooperative Industry, New York, Modern Age Books, 1941
- (en) Nym Wales (Helen Foster Snow) et Kim San, Song of Ariran: A Korean Communist in the Chinese Revolution, New York, The John Day Company, 1941 (ISBN 0-87867-022-X)
- (en) Nym Wales (Helen Foster Snow), The Chinese Labor Movement, New York, John Day, 1945
- (en) Nym Wales (Helen Foster Snow), Red Dust ; Autobiographies of Chinese Communists, Stanford, Calif., Stanford University Press, 1952
- (en) Nym Wales (Helen Foster Snow), Fables and Parables for the Mid-Century, New York, Philosophical Library, 1952
- (en) Nym Wales (Helen Foster Snow), Notes on the Left-Wing Painters and Modern Art in China, Madison, Conn., 1961
- (en) Nym Wales (Helen Foster Snow), Women in Modern China, Paris, Mouton, 1967
- (en) Helen Foster Snow, My China Years: A Memoir, New York, Morrow, 1984 (ISBN 978-0-688-00786-7)